# Henrik Rummel
Henrik Rummel (Copenhague, Dinamarca, 29 de septiembre de 1987) es un deportista estadounidense que compitió en remo.
Participó en dos Juegos Olímpicos de Verano, obteniendo una medalla de bronce en Londres 2012, en la prueba de cuatro sin timonel, y el séptimo lugar en Río de Janeiro 2016, en la misma prueba.
Ganó tres medallas en el Campeonato Mundial de Remo entre los años 2009 y 2014.

## Palmarés internacional
| Juegos Olímpicos   | Juegos Olímpicos         | Juegos Olímpicos  | Juegos Olímpicos   |
| Año                | Lugar                    | Medalla           | Prueba             |
| ------------------ | ------------------------ | ----------------- | ------------------ |
| 2012               | Londres (Reino Unido)    | Medalla de bronce | Cuatro sin timonel |
| Campeonato Mundial |                          |                   |                    |
| Año                | Lugar                    | Medalla           | Prueba             |
| 2009               | Poznań (Polonia)         | Medalla de oro    | Dos con timonel    |
| 2013               | Chungju (Corea del Sur)  | Medalla de bronce | Cuatro sin timonel |
| 2014               | Ámsterdam (Países Bajos) | Medalla de plata  | Cuatro sin timonel |